# Stéphanie Viellevoye
Stéphanie Viellevoye (ur. 27 grudnia 1982) – luksemburska lekkoatletka specjalizująca się w skoku o tyczce.

## Osiągnięcia
- medalistka igrzysk małych państw Europy[1]
- reprezentantka kraju w zawodach Pucharu Europy[2] oraz w drużynowych mistrzostwach Europy[3], w Pucharze Europy Viellevoye startowała także jako reprezentantka lekkoatletycznego stowarzyszenia małych państw Europy[4]
- wielokrotna rekordzistka i mistrzyni kraju[5]

## Rekordy życiowe
- skok o tyczce (stadion) – 3,71 (2009) były rekord Luksemburga[6]
- skok o tyczce (hala) – 3,75 (2010)[7] były rekord Luksemburga